# Tīlābād
Tīlābād (persiska: تيل آباد) är en ort i Iran.   Den ligger i provinsen Golestan, i den norra delen av landet, 400 km öster om huvudstaden Teheran. Tīlābād ligger 974 meter över havet och antalet invånare är 585.
Terrängen runt Tīlābād är kuperad åt sydost, men åt nordväst är den bergig. Tīlābād ligger nere i en dal. Runt Tīlābād är det ganska glesbefolkat, med 26 invånare per kvadratkilometer. Närmaste större samhälle är Chenāshk, 18,1 km norr om Tīlābād. Omgivningarna runt Tīlābād är i huvudsak ett öppet busklandskap.